# ティッカーシンボル

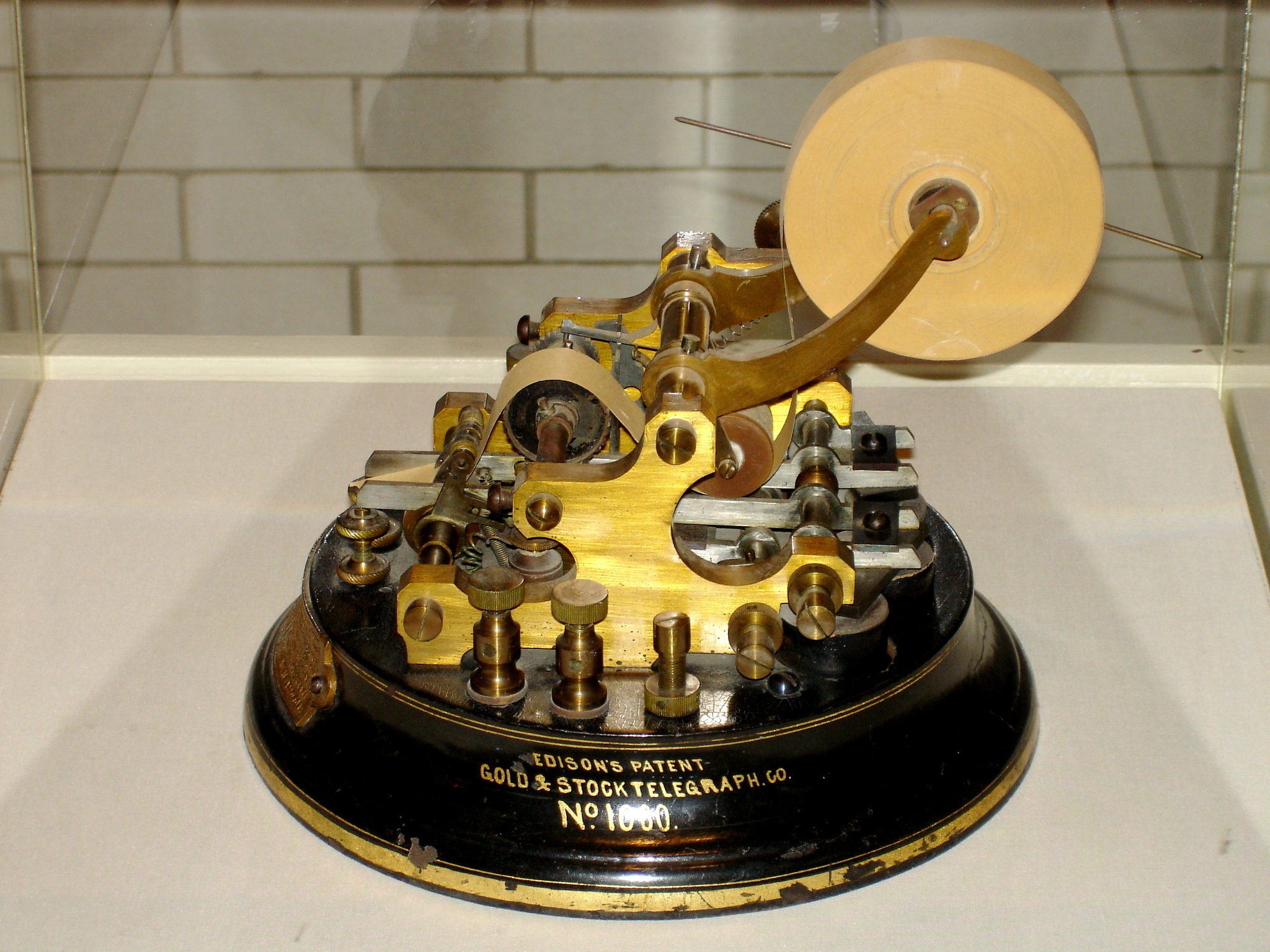
トーマス・エジソンの会社が製造した、電信で株価情報を受信する装置（ストックティッカー）。

ティッカーシンボル/ティッカー・シンボル（英: ticker symbol ）とは、欧米などで金融商品取引所に上場する銘柄を識別するために付けられるコード（符牒）である。企業名や商品などに由来する固有のコードであり、英語アルファベットから数文字が選ばれ現在は4文字が通例となっている。
日本の証券取引所における銘柄コードに相当する。

## 概要
ニューヨーク証券取引所やNASDAQ（ナスダック）といったアメリカの証券取引所で用いられているほか、カナダやヨーロッパの多くの証券取引所、また、アジアにおいても、タイ、シンガポール、インドネシアなど、多くの取引所で使われている。
1870年代から1970年代まで、リアルタイムの株価情報の取得にはストックティッカーという装置が使われた。取引時間中、この装置は電信で株式市場からの情報を受信し続け、ティッカーテープと呼ばれる細長い紙テープに企業名と株価などを高速で印字しており、ティッカーとはこの印字の音の擬音語である。ティッカーテープには企業名はアルファベット数文字の省略名で印字されたが、これがティッカーシンボルである。

## 使用例
ここでは、アメリカでの使われ方を例に説明する。ティッカーシンボルの多くは会社名を短縮する形で構成されている。かつてはニューヨーク証券取引所では1桁から3桁の文字が使われ、NASDAQ市場では4桁に統一されていた。そのため、ティッカーシンボルの桁数だけで上場先がどちらの市場か判別できたが、現在は両市場とも1桁から4桁までのシンボルが混用される。また、4桁のティッカーシンボルの企業が2種類の株式を上場しているような特殊な場合は、5桁のティッカーシンボルを使用する場合がある。
日本の証券コードは、廃止になったコードは再利用されず欠番となるが、ティッカーシンボルは企業の合併や破綻による上場廃止によって空いたシンボルは、別の企業が使うことができる。例えば、「NYSE: C」はかつてはクライスラーが使用していたが、現在はシティグループが使用している。
桁の少ないティッカーシンボル、特に1桁のシンボルはかつては一流企業の象徴であったが、入れ替えなどにより、現在では必ずしも桁の少ないシンボルが大企業のものとは言えなくなっている。2024年9月現在、G、J、N、P、Uの5文字の1桁シンボルは使われていない（逆に言えばそれ以外の21文字の1桁シンボルが存在する）。
ほとんどのティッカーシンボルは企業名をそのまま使ったもの（例えば「SONY」）、または、短縮したもの（例えばトヨタ自動車→「TM」）であるが、自動車レースで有名なフェラーリが「RACE」を、顧客関係管理システム(CRM)で有名なセールスフォースが「CRM」を使っているケースもある。かつてはサン・マイクロシステムズ（現在はオラクルに合併されている）が自社の代表的商品名「JAVA」を使っていたこともある。
- ニューヨーク証券取引所
  - フォード・モーター「NYSE: F」
  - ゼネラル・エレクトリック「NYSE: GE」
  - 3M「NYSE: MMM」
  - イーストマン・コダック「NYSE: KODK」 - 破綻前は「EK」であった。

- NASDAQ
  - Zillow「NASDAQ: Z」 - NASDAQ初の1桁シンボルを採用している。
  - フォックス・コーポレーション「NASDAQ: FOX」
  - マイクロソフト「NASDAQ: MSFT」
  - Apple「NASDAQ: AAPL」

- その企業が複数の種類の株式を発行している場合は、株式の種類により文字が付加される。
  - Alphabet (Googleの持株会社)の「CLASS C株式」(議決権の無い株式)「NASDAQ: GOOG」
  - Alphabet (Googleの持株会社)の「CLASS A株式」(議決権の有る株式)「NASDAQ: GOOGL」

日本や韓国、中国、香港、台湾の株式市場ではアラビア数字で構成される証券コードが使われている。